# Argyropelecus gigas
Argyropelecus gigas är en fiskart som beskrevs av Norman, 1930. Argyropelecus gigas ingår i släktet Argyropelecus och familjen pärlemorfiskar. Inga underarter finns listade i Catalogue of Life.

## Bildgalleri

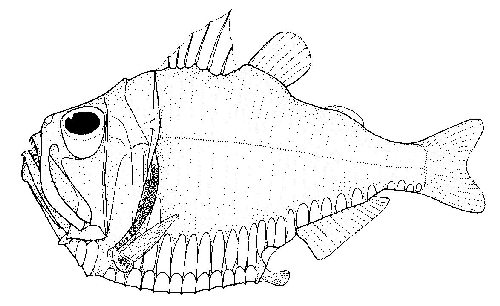